# Metropolisův–Hastingsův algoritmus

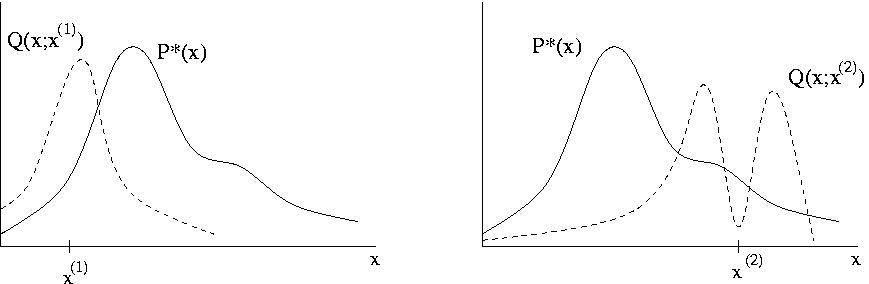
Navrhovací rozdělení pravděpodobnosti Q navrhuje další bod, do kterého se přesune náhodná procházka.

Metropolisův-Hastingsův algoritmus je metoda typu Markov chain Monte Carlo (MCMC) pro získání posloupnosti náhodných vzorků z pravděpodobnostního rozdělení, pro které je přímé vzorkování obtížné. Používá se ve statistice a statistické fyzice a jejích aplikacích. Vznikající posloupnost náhodných vzorků může být použita pro aproximaci distribuce (tj. pro generování histogramu), nebo pro výpočet integrálu, jako je očekávaná hodnota. Metropolisův-Hastingsův algoritmus a další algoritmy MCMC se obecně používají pro vzorkování z vícerozměrné distribuce, zvláště když je vysoký počet dimenzí. Pro jednorozměrné distribuce jsou obvykle k dispozici jiné metody, např. adaptivní odmítací vzorkování, (adaptive rejection sampling), které mohou přímo vracet nezávislé vzorky z distribuce a nemají problém autokorelovaných vzorků, které je vlastní MCMC metodám.